# Приз імені Альфреда П. Слоуна
Приз імені Альфреда П. Слоуна (англ. Alfred P. Sloan Prize) — нагорода, яку, починаючи з 2003 року, щорічно присуджують фільмові на кінофестивалі «Санденс». Приз вручається художньому фільму, який фокусується на темі науки чи технології або головним героєм якого є вчений, інженер або математик.
Кожному переможцю передбачено грошову винагороду в розмірі $ 20 000, яку надає Фонд Альфреда П. Слоуна.

## Володарі нагороди
| Рік  | Фільм                              | Режисер              | Сценарист(и)                      |
| ---- | ---------------------------------- | -------------------- | --------------------------------- |
| 2003 | Допамін                            | Марк Десена          | Марк Десена і Тімоті Брайтбах     |
| 2004 | Детонатор                          | Шейн Карруз          | Шейн Карруз                       |
| 2005 | Людина-ґрізлі                      | Вернер Герцоґ        | Вернер Герцоґ                     |
| 2006 | Будинок з піску                    | Андруша Веддінґтон   | Елена Соларес                     |
| 2007 | Темна матерія                      | Чень Ши-чжен         | Біллі Шебар                       |
| 2008 | Торговець сном                     | Алекс Рівера         | Алекс Рівера і Девід Райкер       |
| 2009 | Адам                               | Макс Меєр            | Макс Меєр                         |
| 2010 | Обселідія                          | Даян Белл            | Даян Белл                         |
| 2011 | Інша Земля                         | Майк Кегілл          | Майк Кегілл і Бріт Марлінґ        |
| 2012 | Робот і Френк                      | Джейк Шреєр          | Крістофер Форд                    |
| 2012 | Долина святих                      | Муса Саїд            | Муса Саїд                         |
| 2014 | Я - початок                        | Майк Кегілл          | Майк Кегілл                       |
| 2015 | Стенфордський тюремний експеримент | Кайл Патрік Альварес | Тім Талбот                        |
| 2016 | Обійми змія                        | Сіро Герра           | Сіро Герра, Жак Тулемон           |
| 2017 | Марджорі Прайм                     | Майкл Алмерейда      | Майкл Алмерейда, Джордан Гаррісон |
| 2018 | Пошук                              | Аніш Чаганті         | Аніш Чаганті, Сев Огеніан         |
| 2019 | Хлопчик, який приборкав вітер      | Чиветел Еджіофор     | Чиветел Еджіофор                  |
| 2020 | Тесла                              | Майкл Алмерейда      | Майкл Алмерейда                   |
| 2021 | Син монархів                       | Алексіс Ґамбіс       | Алексіс Ґамбіс                    |
| 2022 | Після Янґа                         | Коґонада             | Коґонада                          |
| 2023 | Репродукція майбутнього            | Софі Бартез          | Софі Бартез                       |